# Corus Entertainment
Pour les articles homonymes, voir Corus.
Corus Entertainment est un groupe de médias canadien.
En 2005, les principales activités de Corus Entertainment sont la télévision (chaînes de télévision locale et chaînes de télévision par câble) et la radio (une cinquantaine de stations). Corus possède aussi la société de production de programmes télévisés pour enfants Nelvana et l'éditeur de livres pour enfants Kids Can Press.

## Historique

### Identité visuelle (logo)

Logo de Corus Entertainment du 1er septembre 1999 au 31 mars 2016.
Logo de Corus depuis le 1er avril 2016.

## Activités

### Télévision

#### Stations conventionnelles
- Le réseau Global Television Network.
- Kingston, Ontario - CKWS-TV
- Peterborough, Ontario - CHEX-TV
- Oshawa, Ontario/Durham Regional Municipality, Ontario - CHEX-TV-2 % de part

#### Chaînes spécialisées
- ABC Spark
- Adult Swim (Canada)
- Boomerang (Canada)
- Cartoon Network (Canada)
- La Chaîne Disney
- Disney Channel (Canada)
- CMT (Canada) (90 %)
- Cooking Channel (Canada)
- Crime and Investigation
- DejaView
- Disney Junior (Canada)
- Disney XD (Canada)
- DIY Network
- DTour
- Food Network
- Global News: BC 1
- HGTV
- Historia
- History
- History2
- Lifetime
- MovieTime
- National Geographic Channel
- Nat Geo Wild
- Nickelodeon (Canada)
- Oprah Winfrey Network
- Séries Plus
- Showcase
- Slice
- Teletoon - chaîne anglophone
- Télétoon - chaîne francophone
- Treehouse TV
- W Network
- YTV

### Radio

#### Québec
Corus a vendu ses stations du groupe Corus Québec à Cogeco en 2010.

#### Colombie-Britannique
- Vancouver : CFMI, CFOX, CHMJ, CKNW.

#### Alberta
- Calgary : CFGQ, CHQR, CKRY
- Edmonton : CHED, CHQT, CKNG, CISN

#### Manitoba
- Winnipeg : CJKR, CJOB, CJGV

#### Ontario
- Toronto : CFMJ, CFNY, The Edge CILQ Q107
- Hamilton : CHML, CING
- Barrie : CHAY, CIQB
- Burlington : CJXY
- Cambridge : CJDV
- Collingwood : CKCB
- Burlington : CFLG, CJSS, CJUL
- Guelph : CIMJ, CJOY
- Woodstock : CKDK
- Kingston : CFFX, CFMK
- Kitchener : CKBT
- London : CFPL, CFPL-FM
- Peterborough : CKRU, CKWF
- St. Thomas : CFHK

### Internet
Corus a développé en partenariat avec Frima Studio, un MMOG du nom de GalaXseed.